# Rell Sunn
Rell Sunn (nacida en 1950 – fallecida el 2 de enero de 1998 en Makaha, Hawái) fue una campeona del mundo de surf estadounidense. Se la conocía como la Reina de Makaha, Oahu. Su segundo nombre, Ka-polioka'ehukai, significa ‘corazón del mar’. Para los jóvenes surfistas, su sobrenombre era Tita Rell.

## Familia
Nació con el nombre de Rell Kapolioka'ehukai Sunn en Makaha (Oahu) en 1950, la segunda más joven de los cinco hijos de Roen y Elbert Sunn. Su padre es chino y su madre hawaiano-irlandesa. 
El último marido de Sunn fue Dave Parmenter, con quien contrajo matrimonio en 1995. Su hija, Jan está casada con Tony Kaumana y tienen dos hijos - la nieta de Rell, Kamalani, que se parece a Rell y su nieto Caiden Kaumana. Sunn se divorció en dos ocasiones.

## El surf
Sunn fue una pionera dentro del surf femenino profesional. Fue la primera mujer socorrista de Hawái. Contribuyó a la creación de la asociación "Women's Surfing Hui" y la Asociación de Surf Profesional Femenino. En 1975 fundó el circuito profesional de surf femenino. En 1982 ocupaba el primer puesto en la clasificación de surf profesional a nivel internacional.
Sunn comenzó a surfear a los 4 años. En 1997, se rodó un documental sobre su vida, que ganó diversos premios con el título Heart of the Sea (Corazón del Mar) y realizado por Charlotte Lagarde y Lisa Denker.

## Diagnóstico de cáncer de mama
En 1983, a la edad de 32 años, se le diagnosticó un cáncer de mama.
A partir de ese momento, comenzó a colaborar como disc jockey en la radio y como reportera de surf, fisioterapeuta en una residencia de Waianae además de consejera en un centro de investigación del cáncer.
Sunn colaboró en un programa piloto de concienciación sobre el cáncer mamario en el Wai’anae Cancer Research Center que incluía el informar a las mujeres de la región sobre las causas y la prevención de este mal. Su diagnóstico de cáncer causó una gran sorpresa, ya que se había mostrado siempre muy cuidadosa con su dieta y ejercicio.